# هارلاند ميلر
هارلاند ميلر كاتب وفنان. ولد في يوركشاير، إنجلترا عام 1964، درس في مدرسة تشيلسي للفنون، وتخرج عام 1988 بدرجة الماجستير.
ألَّف ميلر روايته الأولى بطئ آرثر، التمسك بالثلاثين  التي نشرتها دار السلطة الرابعة، للنشر عام 2000.  لتلقى استحسان النقاد في حينها. وفي نفس العام نشر رواية بعنوان في البداية كنت خائفًا، كنت مذعوراً . والتي نشرتها دار بوك وركس وقد جاءت كدراسة لاضطراب الوسواس القهري. وهي مبنية على مئات الصور التي أنتجتها شركة بولارويد والتي عثر عليها ميلر وأخذها منه أحد أقاربه فيما بعد، موقد الغاز تم إيقاف تشغيله.
وقد اشتهر ميلر بلوحاته العظيمة لأغلفة الكتب التي نشرتها دار «بنجوين بوك» أما العناوين فقد كانت عبارة عن عناوين ساخرة عن الحياة - وتيبي - سنوات الخدمة الذاتية، من الخِرَق إلى البوليستير - قصتي، يورك، من الجيد تسميتها بذلك، بحث شاب مريض بالرومانسية عن فتاة عاهرة.